# Полівка
Полі́вка, або сіра нориця (Microtus Schrank, 1798) — рід гризунів (Rodentia) триби «сірих нориць» (Arvicolini) родини Щурові, Arvicolidae (інколи як підродина родини Cricetidae). Один з найбагатших за видовим складом родів ссавців України.

## Систематика і таксономія

### Родинні групи
Рід Microtus входить до складу триби (групи родів) «сірих нориць» (Arvicolini) разом з родами Arvicola (є у фауні України), Chionomys (є у фауні України), Lasiopodomys, Blanfordimys тощо.

### Обсяг роду
Рід є одним з найбільших за обсягом як у світовій фауні, так і теріофауні України. У світовій фауні рід Microtus (s. l.) представлений 62 видами, в Україні — 8 видів (якщо вкл. Terricola у склад Microtus).

### види, що відійшли до родуAlexandromys
Низка видів далекосхідних та північноамериканських полівок, яких до 1990-х років розглядали у складі Microtus s. lato, відійшла у окремий рід Alexantromys s. lato:
- палеоарктичні групи: група Alexandromys (s. str.): abbreviatus, fortis, evoronensis, maximowiczii, middendorffi, mongolicus, mujanensis, miurus, sachalinensis; група Stenocranius: gregalis; група Pallasiinus: limnophilus, montebelli, oeconomus; група «clarkei»: clarkei[1], група «kikuchii»: kikuchii;

- неоарктичні групи: група Mynomes: breweri, californicus, canicaudus, mexicanus, montanus, oaxacensis, oregoni, pennsylvanicus, guatemalensis, townsendii; група Pitymys: ochrogaster, pinetorum, quasiater; група Aulacomys: chrotorrhinus, longicaudus, richardsoni, xanthognathus; група Orthriomys: umbrosus.

### види, що відійшли до родуVolemys
До роду Volemys Zagorodniuk, 1990 (волеміс) відносяться два види: Volemys millicens (волеміс сичуанський), Volemys musseri (волеміс массеровий).

## Microtusу фауні України
У фауні Україні під представлений такими 6-ма видами Microtus s. str. (в дужках — синоніми):
- підрід Sumeriomys
  - Microtus socialis (Pallas, 1773) — полівка гуртова

- підрід Microtus s. str.
  - надвид (група видів-двійників) полівка звичайна
  - Microtus levis Miller, 1908 — полівка лучна (східноєвропейська, лугова)
  - Microtus obscurus (Eversmann, 1845) — полівка алтайська (полівка Еверсманова)
  - Microtus arvalis (Pallas, 1779) — полівка європейська (полівка польова, сіра)

- підрід Agricola
  - Microtus agrestis (Linnaeus, 1761) — полівка північна (полівка темна)

- підрід (нині переважно як рід) Alexandromys
  - Microtus oeconomus (Pallas, 1776) — шапарка сибірська (syn.: полівка економка)

Види Microtus levis, Microtus obscurus та Microtus arvalis формують групу видів-двійників, яку донедавна вважали єдиним політипним видом «звичайна полівка», Microtus arvalis sensu lato.
Окрім того, група чагарникових нориць (чагарникових полівок, дернівок, нориків) — Terricola Fatio, 1867 — розглядається то у складі Microtus, то як окремий рід. У фауні України Terricola представлені двома видами:
- Terricola subterraneus (Selys-Longchamps, 1836) — норик підземний, нориця підземна, нориця земляна
- Terricola tatricus (Kratochvil, 1952) — норик татринський, полівка татринська, нориця татранська.

## Поширення, біологія, екологія

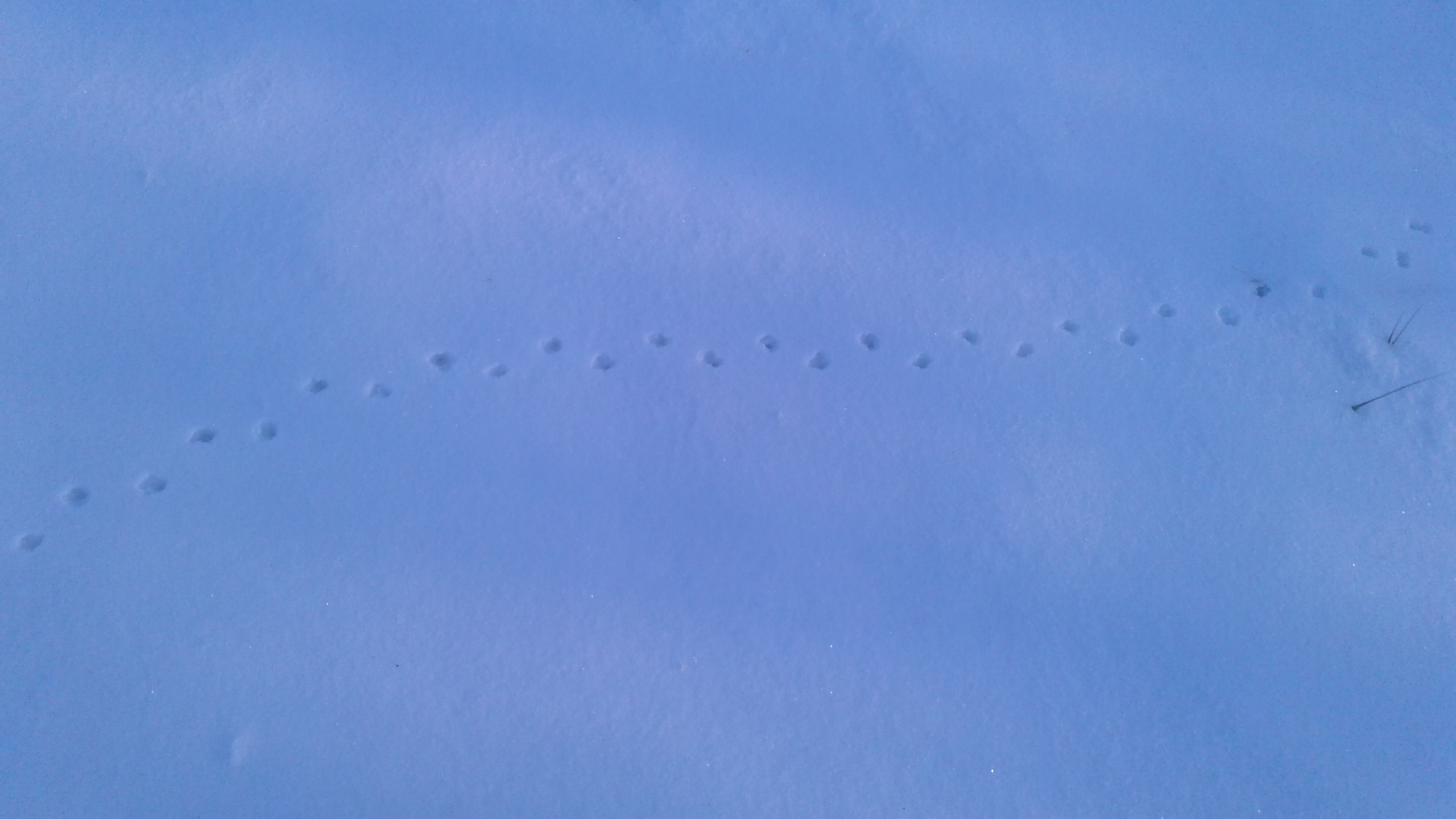
Сліди полівки, яка бігла риссю

Полівки проживають у Європі, Північній Азії, Північній і Центральній Америці. Загалом всі види є звичайними у більшості типів місць знаходжень і часто мають високу чисельність. Основний клас біотопів цієї групи тварин — лучно-степові місця знаходження, нерідко заплавні комплекси, степові ділянки, узлісся і галявини лісу, сади з розвиненим трав'янистим ярусом, сільськогосподарські угіддя. Такий набір біотопів визначається тим, що полівки — спеціалізовані фітофаги, зеленоїди, які живляться переважно наземними вегетативними частинами трав'янистих рослин, рідше — насінням, бульбами, горіхами, кореневищами. Вони риють ями в землі де живуть і зберігають продовольство. У сплячку не впадають. Полівки живуть поодинці, сімейними групами чи колоніями. Зазвичай ведуть сутінковий і нічний спосіб життя. Самиці кілька разів на рік народжують дитинчат, які досягають статевої зрілості через кілька тижнів.

## Види
1. Microtus abbreviatus
2. Microtus californicus
3. Microtus chrotorrhinus
4. Microtus longicaudus
5. Microtus mexicanus
6. Microtus miurus
7. Microtus mogollonensis
8. Microtus richardsoni
9. Microtus umbrosus
10. Microtus xanthognathus

підрід Microtus
1. Microtus agrestis
2. Microtus anatolicus
3. Microtus arvalis
4. Microtus cabrerae
5. Microtus dogramacii
6. Microtus guentheri
7. Microtus hartingi
8. Microtus ilaeus
9. Microtus irani
10. Microtus kermanensis
11. Microtus lavernedii
12. Microtus lydius
13. Microtus levis (syn. Microtus mystacinus)
14. Microtus mustersi
15. Microtus obscurus
16. Microtus paradoxus
17. Microtus qazvinensis
18. Microtus rozianus
19. Microtus rossiaemeridionalis
20. Microtus schidlovskii
21. Microtus socialis
22. Microtus transcaspicus

підрід Blanfordimys
1. Microtus afghanus
2. Microtus bucharensis (syn. M. bucharicus)
3. Microtus juldaschi

підрід Terricola
1. Microtus brachycercus
2. Microtus daghestanicus
3. Microtus duodecimcostatus
4. Microtus felteni
5. Microtus fingeri
6. Microtus liechtensteini
7. Microtus lusitanicus
8. Microtus majori
9. Microtus multiplex
10. Microtus nebrodensis
11. Microtus pyrenaicus
12. Microtus savii
13. Microtus subterraneus
14. Microtus tatricus
15. Microtus thomasi

підрід Mynomes
1. Microtus canicaudus
2. Microtus drummondi
3. Microtus dukecampbelli
4. Microtus montanus
5. Microtus oregoni
6. Microtus pennsylvanicus
7. Microtus townsendii

підрід Pitymys
1. Microtus guatemalensis
2. Microtus oaxacensis
3. Microtus pinetorum
4. Microtus quasiater

підрід Pedomys
1. Microtus ochrogaster

підрід Hyrcanicola
1. Microtus schelkovnikovi

підрід Stenocranius
1. Microtus gregalis → Lasiopodomys gregalis

вимерлі види:
1. †Microtus aratai
2. †Microtus australis
3. †Microtus henseli
4. †Microtus meadensis
5. †Microtus melitensis
6. †Microtus pauli
7. †Microtus paroperarius
8. †Microtus pliocaenius
9. †Microtus ratticepoides